# 冯延巳
冯延巳（903年—960年），原名馮延嗣，一作冯延己，字正中，是五代时词人，广陵人。南唐时官至宰相，是南唐中主李璟的老师。谥号忠肅，有《阳春集》传世。他是南唐吏部尚書馮令頵的兒子，弟弟馮延魯亦是文人。
冯延巳词风清丽，善写离情别绪，有很高的艺术成就，对中主、後主影响很大。冯延巳、李煜被认为直接影响了北宋以来的词风。冯延巳所著的詞有《謁金門》，第一句為“風乍起，吹皱一池春水”。

## 姓名争议
冯延巳姓名历来多有争议。《马氏南唐书》《陆氏南唐书》《资治通鉴》均作「冯延己」，但后世的唐宋词选本多作「冯延巳」。词学家夏承焘《冯正中年谱》引焦竑《笔乘》，释氏六时：“可中时，巳也。正中时，午也。”从冯氏的名与表字的对应关系考虑，认为冯氏之名应作「冯延巳」而非「冯延己」；他还考证出「巳」「嗣」二字是既同音又同义的。

## 生平

### 李昪时期
冯延巳是广陵人，一说是歙州人。其父馮令頵仕南唐，南唐烈祖李昪时署为歙州盐铁院判官。馮延巳早年以文雅著稱，多有才艺；後拜見烈祖，烈祖任命他为秘书郎，让他与太子吳王（后徙封为齐王）李璟交游。后来李璟任元帅，冯延巳在元帅府掌书记。
馮延巳擅长凭依权贵，其與陳覺交好，又通过陳覺而依附宋齊丘，因得权势。同时在吴王府任职而名位在自己之上的，冯延巳便小施计谋把他排挤出去。冯延巳常常恃才放旷，狎侮朝士。他曾经讥讽中书侍郎孙晟说：“您有什么能耐担任中书郎呢？”孙晟回答：“我不过是一个山东的鄙儒，写文作赋不如您，高谈阔论不如您，谄媚奸诈也不如您。但是主上让您与齐王交游的目的是想用您的仁德去辅导他，怎会是让你们成为狐朋狗友呢？我确实无能，但您的能耐，却恰足以成为国家的祸患罢了。”给事中常梦锡几次上言，斥责陈觉、冯延巳、魏岑等人都是奸佞之人，不适合让他们在东宫侍奉太子。烈祖意识到了这个问题，但不久便去世了。

### 李璟时期
南唐元宗李璟登基后，改元保大。冯延巳喜形于色，时不时地入朝向元宗陈述政事，使得元宗对其稍有不悦。保大二年（944年），元宗任命冯延巳为翰林学士承旨。宋齐丘对待陈觉素来厚重，元宗也认为陈觉是个有才之人，便委以重任。冯延巳与其弟冯延鲁、魏岑、查文徽、陈觉相互勾结，把持朝政，时人称他们为「五鬼」。
保大四年（946年），冯延巳为同平章事、集贤殿大学士，后出任宰相。保大五年（947年），陈觉、冯延鲁举兵进攻福州，结果死伤数万，损失惨重。元宗大怒，准备将陈觉、冯延鲁军法处死，但经宋齐丘、冯延巳斡旋而免。后被御史中丞江文蔚、知制诰徐铉、史馆修撰韩熙载弹劾，被贬为太子少傅。保大六年（948年），冯延巳出任昭武軍節度使，治抚州。冯氏在抚州任职数年，并没有什么政绩。保大十年（952年），冯延巳二度担任宰相。冯延巳当政期间，先是进攻湖南，大败而归；后淮南被后周攻陷，冯延鲁兵败被俘，宰相孙晟出使后周时不屈遇害。冯延巳曾评价烈祖、元宗二人道：「先主李昪在安陆打了败仗，丧师数千人，就吃不下饭，哀叹多日。他不过是一个田舍老翁，怎能成就天下的大事呢？当今的皇上有数万军队在外征战，依旧宴乐升平、骑马击球，这才是真正的英雄主啊！」
显德五年（958年），冯延巳被迫再次罢相。当时朝廷里党争激烈，朝士分为两党：冯延巳与宋齐丘、陈觉、李征古等为一党；孙晟、常梦锡、韩熙载等人为一党。几次兵败，使得元宗决心铲除党争。于同年下诏，历数宋齐丘、陈觉、李征古之罪，宋齐丘放归九华山，陈觉、李征古被逼自杀，但冯延巳安然无恙。建隆元年（960年）五月，冯延巳因病去世，终年五十八岁，谥号“忠肃”。

## 艺术造诣
冯延巳在诗词方面造诣极深，尤其擅长乐府词。陆游在《南唐书》中记载：「延巳工诗，虽贵且老不废，如『宫瓦数行晓日，龙旗百尺春风』，识者谓有元和词人气格。尤喜为乐府词。」
冯延巳是当时有名的书法家。《佩文斋书画谱》列举了南唐十九位书法家的名字，其中就有冯延巳。
冯延巳特别能言善辩。《钓矶立谈》记载冯延巳“辩说纵横，如倾悬河暴雨，听之不觉膝席而屡前，使人忘寝与食”。

## 评价

### 正面评价
- 王国维《人间词话》：“冯正中词虽不失五代风格而堂庑特大，开北宋一代风气。中、后二主皆未逮其精诣。《花间》于南唐人词中虽录张泌作，而独不登正中只字，岂当时文采为功名所掩耶？”“张皋文谓飞卿之词‘深美闳约’，余谓此四字唯冯正中足以当之。刘融斋谓飞卿‘精艳绝人’，差近之耳。”[8]
- 劉熙載《艺概》：“冯延巳词，晏同叔得其俊，欧阳永叔得其深。”
- 陈廷焯《云韶集》：“正中词为五代之冠，高处入飞卿之室，却不相沿袭，时或过之。”

### 负面评价
- 陆游《南唐书》记载孙晟对冯延巳的评价：“鸿笔藻丽，十生不及君；诙谐歌酒，百生不及君；谄媚险诈，累劫不及君。”[1]
- 文莹《玉壺清話》：“（常梦锡）歷言宋、陳、馮、魏輩奸佞險詐，不宜置左右。主深然之。”[9]

## 名句或著名作品
長命女
```
春日宴，綠酒一杯歌一遍，再拜陳三願：
一願郎君千歲，二願妾身常健，
三願如同樑上燕，歲歲長相見。
```

鵲踏枝
```
誰道閑情抛棄久？每到春來，惆悵還依舊。日日花前常病酒，不辭鏡裡朱顏瘦。
河畔青蕪堤上柳，為問新愁，何事年年有？獨立小橋風滿袖，平林新月人歸後。
```

謁金門
```
風乍起，吹皺一池春水。閑引鴛鴦香徑裡，手挼紅杏蕊。
鬥鴨欄杆獨倚，碧玉搔頭斜墜。終日望君君不至，舉頭聞鵲喜。
```

## 軼事
陆游《南唐書》载：元宗嘗戲延巳曰：「『吹皺一池春水』，干卿何事？」延巳對曰：「未如陛下『小樓吹徹玉笙寒』。」元宗悅。